# Station Béziers
Station Béziers is een spoorwegstation in de Franse gemeente Béziers.